# Joli OS
Joli OS — операционная система, в большей степени ориентированная на нетбуки и старые компьютеры. Сами разработчики называют её «Internet operating system». В рамках венчурного финансирования Jolicloud получил $4,2 млн. Первая стабильная версия была выпущена в июле 2010, в течение этого месяца все пользователи постепенно получили обновление.
В настоящее время[когда?] поддерживаются все модели нетбуков, ноутбуков, настольных компьютеров (даже устаревших). Разработка ОС прекращена в декабре 2013 года, на смену был запущен проект Joli Drive.

## Технические подробности
В качестве основы операционной системы используется Ubuntu. Для интеграции с веб-приложениями до недавнего времени[когда?] использовалась Mozilla Prism, но начиная с 4 марта 2010 года используется Google Chrome OS.
В качестве системы контроля версий используется Git, а также Trac для отслеживания ошибок.

## Особенности
В отличие от предыдущей версии Jolicloud 1.0 не поддерживает режим рабочего стола, а её основной интерфейс основан на технологии HTML5, как в Google Chrome OS, но также имеется возможность сохранения данных и работы с ними на жёстком диске компьютера, как в обычной ОС, эта возможность кардинально отличает Jolicloud от Chrome OS. Также пользователи системы могут устанавливать из специальной базы и синхронизировать все установленные на разных компьютерах приложения посредством своего аккаунта в Jolicloud. Jolicloud 1.1.1 ориентирована на поддержку старых[уточнить] компьютеров, в частности поддержка видеокарт Nvidia 10+ летней давности[уточнить], а также расширенная поддержка более новых видеокарт Nvidia 5+ летней давности[уточнить]. С выходом версии операционной системы под номером 1.2, также сменилось и название на Joli OS, а общее пространство между устройствами c Joli OS — Jolicloud.